# Lợn Ossabaw

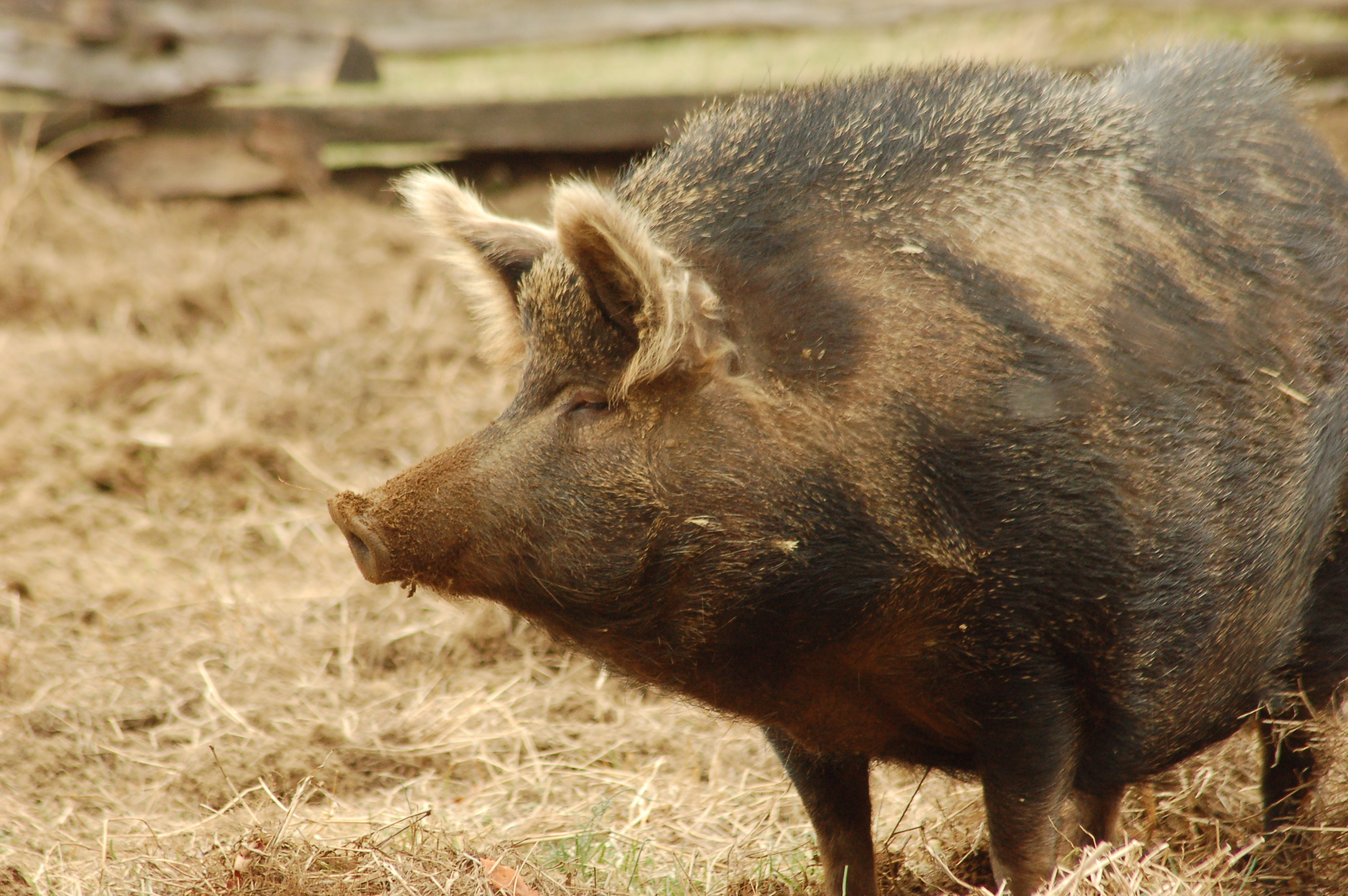
Một con lợn Ossabaw

Lợn Ossabaw hay còn gọi là lợn hoang đảo Ossabaw là một giống lợn có nguồn gốc từ một quần thể lợn hoang ở đảo Ossabaw của bang Georgia, Hoa Kỳ. Những con lợn Ossabaw ban đầu có nguồn gốc từ lợn được thả rông ra trên đảo vào những năm của thế kỷ XVI của các nhà thám hiểm người Tây Ban Nha. Hiện nay, một quần thể lợn sinh sản đã được thiết lập trên trang trại của Mỹ ngoài khơi đảo, nhưng chúng vẫn là một loại lợn rất nguy cấp. Cả quần thể lợn ở những quần đảo và quần đảo đại lục tiếp tục được coi là dễ bị tổn thương bởi Tổ chức Chăn nuôi Hoa Kỳ (ALBC), Tổ chức Thực phẩm Hoa Kỳ và các nước khác. Giống lợn này được liệt kê là "khá nguy hiểm" trong danh sách ưu tiên của ALBC, và cũng được đưa vào Ark of Taste của Slow Food, một danh mục các loại thực phẩm đặc sản có nguy cơ mai một.

## Lịch sử
Khi người Tây Ban Nha khám phá bờ biển Châu Mỹ vào thế kỷ 16, những vật nuôi như lợn nhà thường được bỏ lại trên đảo như một nguồn thức ăn trong tương lai (cho chúng vào tự nhiên để tự sinh sôi, sau đó khi họ quay lại đây họ sẽ bắt chúng hoặc con cháu của chúng thay vì phải nuôi trên tàu). Đây là nguồn gốc của lợn mà có thể trở thành giống lợn Ossabaw ngày nay. Trong hàng trăm năm sau, dân số của những con heo hoang dã này vẫn bị cô lập ở Ossabaw, một trong những quần đảo giữa biển, những hòn đảo rào cản ngoài bờ biển Georgia, và rất ít khi bị du nhập những giống lợn nhà khác từ nội địa. Kể từ năm 1978 hòn đảo này thuộc sở hữu của Nhà nước và quản lý bởi Sở Tài nguyên Georgia (DNR) như một khu vực bảo tồn.

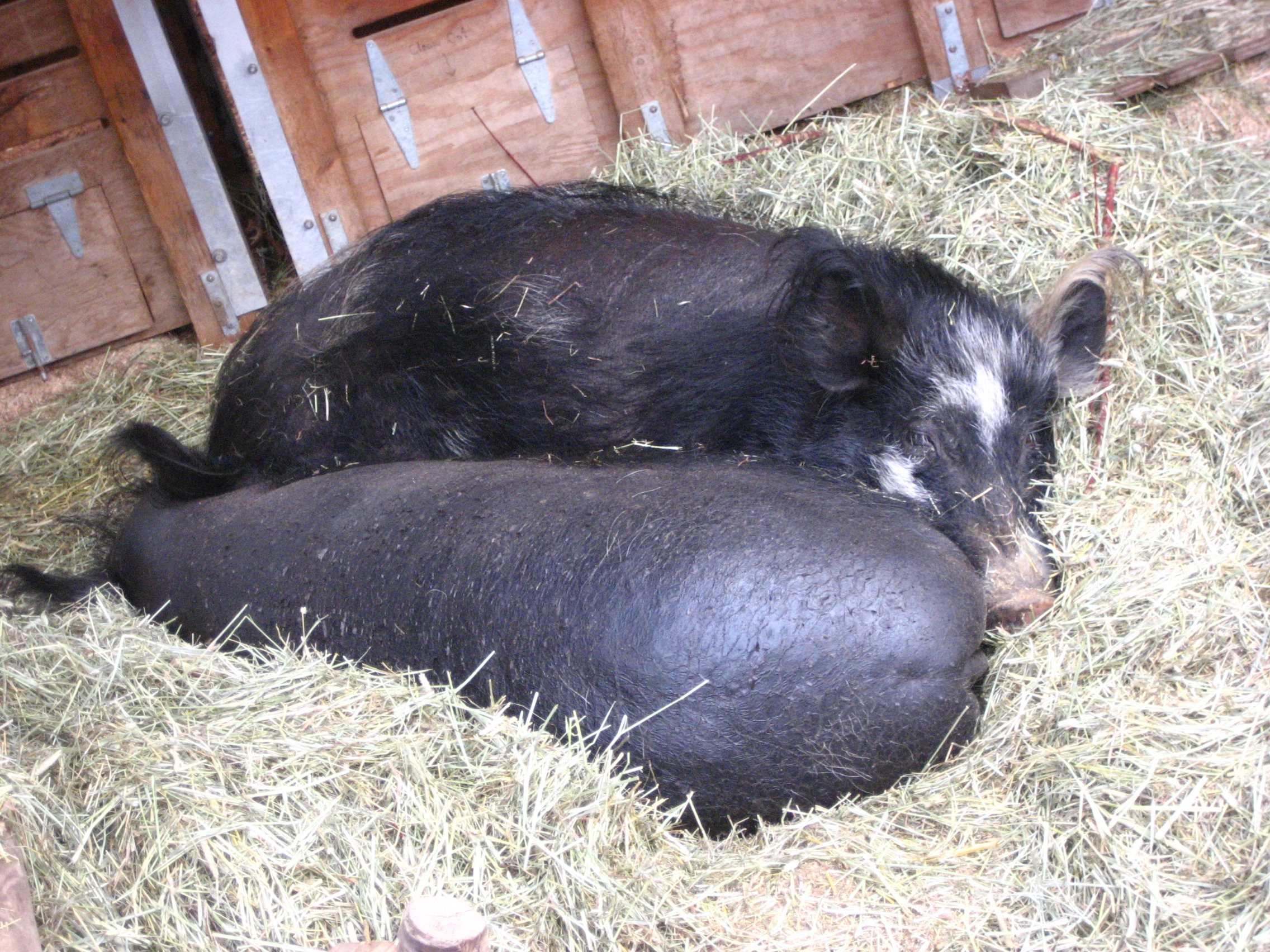
Lợn được nuôi tại vườn thú Seattle Woodland

Dân số quần thể lợ của hòn đảo không bao giờ cao và tổng số cá thể của những con lợn thường dao động tự do trên toàn bộ diện tích. Giống như con heo hoang dã ở những nơi khác trên thế giới, những con ở Ossabaw đã có ảnh hưởng bất lợi đến môi trường sống và các loài bản địa vì chúng là một loài du nhập và thích nghi phát triển quá mức trở thành loài xâm lấn và loài gây hại. Lợn nhà thường có tỷ lệ ăn tạp cao và sẽ đánh chén, xơi hết mọi thứ từ rễ và củ, quả đến các loài bò sát và động vật có vú nhỏ. Những con lợn Ossabaw thậm chí còn được quan sát thấy ăn cả những khúc ruột của xác con hươu đuôi trắng.
Các con lợn của đảo Ossabaw đã được ghi nhận là có tác động tiêu cực đến các loài bản địa của quần đảo, đấy chúng đến có nguy cơ tuyệt chủng như rùa biển và trứng chim ưng và những con chim đẻ trứng trên mặt đất, chúng sẽ lùng sục mõm và chén sạch khi chúng bắt gặp. Điều này, cùng với các tác động khác nhau của chúng đối với hệ sinh thái theo hướng tiêu cực, đã thuyết phục Sở DNRTN của Georgia đề xuất việc loại trừ lợn hoang dã thông qua việc đánh bẫy, bắn hạ và săn bắn của công chúng. Ngoài các mối quan tâm về môi trường do con heo ở đảo Ossabaw, chúng còn được công nhận là nguồn tài nguyên di truyền độc đáo của các nhà khoa học và các nhà bảo tồn giống.
Chúng được cho là giống lợn duy nhất của Hoa Kỳ có nguồn gốc từ con lợn đen Iberia được đưa đến Bắc Mỹ bởi người Tây Ban Nha. Một số lượng lớn các con lợn Ossabaw bị giữ bởi hòn đảo do những nông dân bán cho họ như là một loại thịt heo đặc sản và cũng có những đàn ở một số vườn thú như Mount Vernon, Colonial Williamsburg và Conner Prairie Interactive History Park (Fishers, Indiana). Các quần thể giống nuôi nhốt cũng đã được một số trường đại học Mỹ nghiên cứu khoa học và bảo tồn, nhưng những đàn này đã bị giải thể và không góp phần vào dòng máu hiện tại của con heo Ossabaw trên đất liền ngày nay.

## Đặc điểm

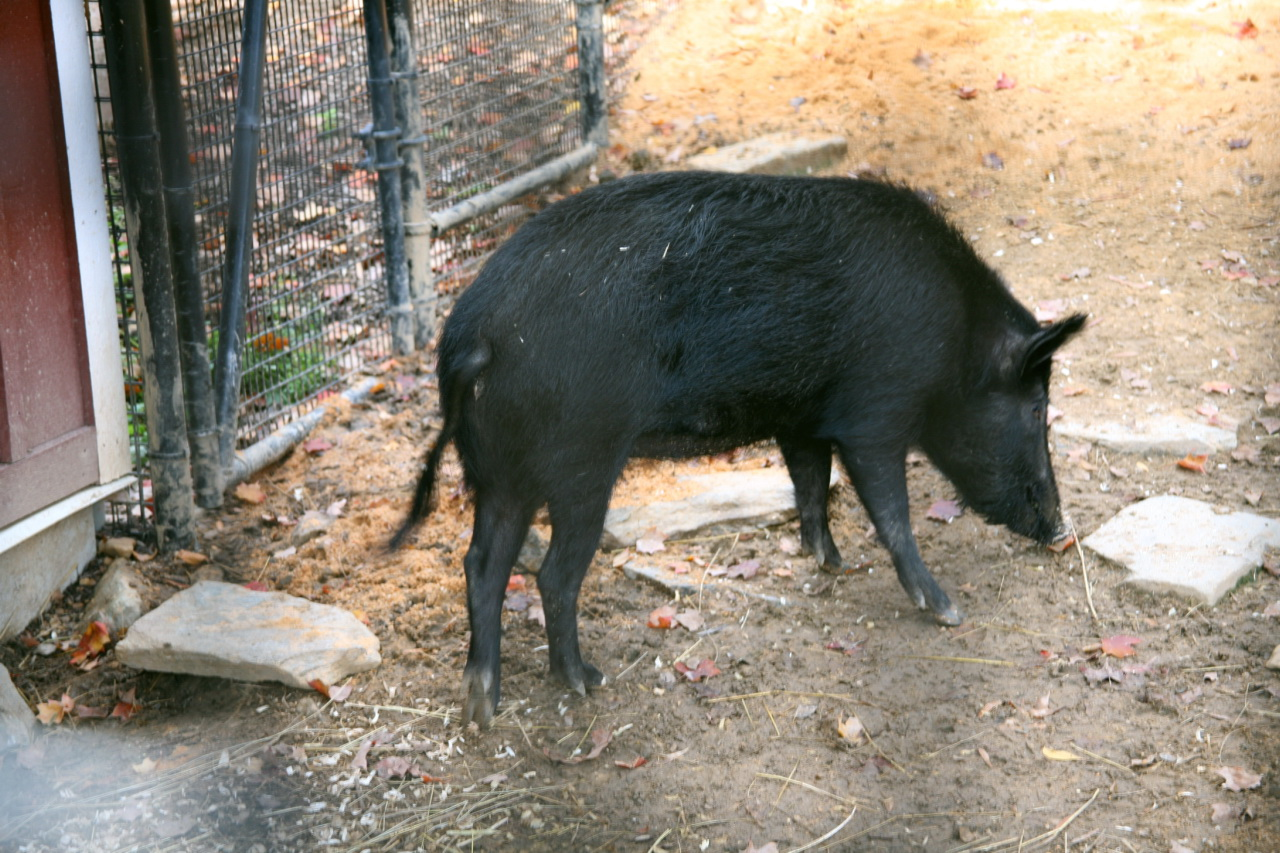
Lợn Ossabaw ở Carolina

Các đặc tính giống của lợn Ossabaw ở cả kiểu hình và kiểu gen đã được hình thành bởi áp lực của cuộc sống hoang dã trong một môi trường sống của hòn đảo, chúng phải tự tiến hóa để thích nghi dần. Chúng là những con lợn có tầm vóc nhỏ, cao chưa đến 5 inch (510 mm) và cân nặng dưới 200 cân (90 kg) khi trưởng thành. Kích thước này một phần là do hiện tượng hội chứng lùn hóa và cá thể ở các trang trại ngoài hải đảo có thể tăng lên một chút trong các thế hệ kế tiếp. Chúng cũng là cá thể nhanh nhẹn và khoẻ mạnh, làm cho chúng hữu ích trong canh tác rộng lớn (ngược lại với chăn nuôi lợn công nghiệp).
Lợn Ossabaw có bề ngoài hiện ra trong một loạt các màu sắc, với phổ biến nhất là màu đen và một số giống đốm. Con heo con Ossabaw không có nhưng sọc trên thân mà những con lợn rừng non có khi sơ sinh đến lúc nhỏ, và do sự cô lập trên đảo mà chúng không bị lai tạo, vì lợn hoang (lợn lưng dao cạo) có thể là tổ tiến. Chúng còn có ngóc miệng dài, tai thẳng đứng, và một lớp lông cứng rậm hơn so với các giống lợn khác. Những con lợn Ossabaw được chú ý là thông minh để có một tính khí thân thiện. Thịt của lợn Ossabaw sẫm màu, với một kết cấu độc đáo, và được đánh giá là giống jamón ibérico của con lợn đen Iberia. Đây được xem là sản phẩm thủ công, sản phẩm di sản đặc biệt phù hợp để sử dụng trong thịt heo, thịt đã được bảo quản và thịt lợn nướng nguyên con.
Theo kết quả của cuộc sống trên một hòn đảo nơi mà sự dư thừa và sự khan hiếm lương thực thay đổi theo mùa, heo Ossabaw tích trữ chất béo theo một cách khác so với hầu hết các con lợn nhà và có một "gien tiết kiệm". Trong điều kiện có nguồn cung cấp thực phẩm liên tục (như ở các trang trại và trong phòng thí nghiệm), chúng sẽ tích luỹ nhiều chất béo hơn so với các con lợn khác và có thể phát triển tình trạng "tiền tiểu đường". Vì tính chất này làm cho chúng trở nên hữu ích như một sinh vật mô hình, các nghiên cứu khoa học về hội chứng chuyển hóa và bệnh đái tháo đường tuýp II đã được tiến hành trên lợn Ossabaw. Những con lợn Ossabaw cũng thích nghi với chế độ ăn với lượng muối cao và lượng nước ngọt tối thiểu trên hòn đảo. 